# حسین پرورش
حسین پرورش که همچنین به نام پرویز پرورش نیز شناخته‌شده، هنرپیشهٔ اهل ایران است. او از سال ۱۳۵۲ برای چندین سال استاد دانشگاه در رشتهٔ بازیگری در  پردیس هنرهای زیبای دانشگاه تهران بود. 
وی نخستین کسی بود که برندهٔ سیمرغ بلورین بهترین بازیگر نقش اول مرد در جشنوارهٔ فیلم فجر شد و جالب اینکه پس از این جایزه، علیرغم پیشنهادهای بسیار ؛ دیگر هرگز به سینما بازنگشت.

## فعالیت
از سال ۱۳۳۷ تا ۱۳۴۱، دورهٔ عمومی تئاتر را در یکی از دانشگاه‌های آمریکا گذرانده و سپس یک دورهٔ دو سالهٔ دانشگاهی را نیز در همین زمینه طی کرده‌است. از سال ۴۴ تا سال ۵۰، در یکی از استودیوهای فیلم‌سازی آمریکا، کار عملی بازیگری را آغاز کرد و چندی پس از شروع کار فراگیری، و همراه با آن، در کلاس‌های این استودیو به آموزش این فن نیز پرداخت. در طی همین دوره، نقش های کوتاهی در شش قسمت از شش مجموعه تلویزیونی بازی کرد. پرورش، پس از بازگشت به ایران، از سال ۱۳۵۲ به تدریس بازیگری در دانشکدهٔ هنرهای زیبای دانشگاه تهران و دانشکدهٔ هنرهای دراماتیک پرداخت. و در این مدت، تنها در چند نمایش تلویزیونی شرکت کرد. فیلم «کلاغ» (۱۳۵۶) ساخته بهرام بیضایی، نخستین کار سینمایی او در ایران بود و پس از انقلاب، در فیلم‌های : «آفتاب نشین ها» (۱۳۶۰) ساخته مهدی صباغ زاده، «نقطه ضعف» ساخته محمدرضا اعلامی و مجموعه تلویزیونی «اشک تمساح» (۱۳۶۲) ساخته مهدی نجیب زاده بازی کرده‌است. پرورش تا سال 1361 سرپرست بخش تئاتر دانشکدهٔ هنرهای زیبا بود و چند سال بعد از آن ایران را برای همیشه ترک کرد و در کالیفرنیا ساکن شد.

## فیلم‌شناسی
- کلاغ - بازیگر
- آفتاب‌نشین‌ها - بازیگر
- نقطه‌ضعف - بازیگر
- اشک تمساح - بازیگر

## جوایز
| رویداد           | سال  | فیلم    | رده                       | جایزه        | نتیجه |
| ---------------- | ---- | ------- | ------------------------- | ------------ | ----- |
| جشنوارهٔ فیلم فجر | ۱۳۶۲ | نقطه‌ضعف | بهترین بازیگر نقش اول مرد | سیمرغ بلورین | برنده |